# Batalla de Nihriya
La batalla de Nihriya fue el punto culminante de las hostilidades entre hititas y asirios por el control de lo que había sido el imperio de Mitanni.
Cuando Suppiluliuma I (siglo XIV a. C.) conquistó Mitanni, creó dos virrenaitos (Alepo y Karkemish), y repartió gran parte de las tierras de este reino entre sus aliados. El resto de lo que antaño había sido el imperio de Mitanni conservó su independencia como estado vasallo de los hititas. Esta gran expansión del poder hitita fue la causa última de la guerra entre hititas y egipcios, lo que aprovechó Asiria para ir ocupando progresivamente el hueco dejado por Mitanni; así, ya en tiempos de su rey Urhi-Tesub (principios del siglo XIII a. C.), los hititas tuvieron que resignarse a ver como su estado vasallo, Mitanni, era conquistado por los asirios.
La expansión asiria continuó, hasta llegar a un ataque, en una fecha no determinada con exactitud, sobre los distintos reinos de Nihriya, bajo el mando del rey Tukulti-Ninurta I (aunque para algunos historiadores, el rey en cuestión pudo haber sido Salmanasar I o Ashur-nadin-apli). Los hititas consideran este ataque sobre una zona limítrofe a su imperio como intolerable, y, guiados por Tudhaliya IV, llevaron a su ejército a la zona.
El choque entre ambas potencias tuvo lugar en las cercanías de Nihriya, y de una inscripción asiria que menciona la captura de 28 000 hititas se deduce que los hititas fueron derrotados. Esta victoria permitió a Asiria anexionarse los reinos de la zona, y colocó a los hititas en una situación bastante difícil, hasta el punto de que una de las causas del no muy bien documentado golpe de Estado contra Tudhaliya IV podría haber sido el desprestigio de este último a causa de su derrota ante Tukulti-Ninurta I.
Aunque las hostilidades continuaron entre los dos imperios, no hubo mayores consecuencias para los hititas a largo plazo, ya que Asiria fijó su atención en la conquista de Babilonia, proyectó en el que invirtió demasiados recursos como para intentar una expansión en su frontera occidental. El imperio hitita pudo, por tanto, vivir sus últimos años en paz, hasta su desaparición bajo la oleada de los pueblos del mar (aprox. 1200 a. C.).